# 周凱華

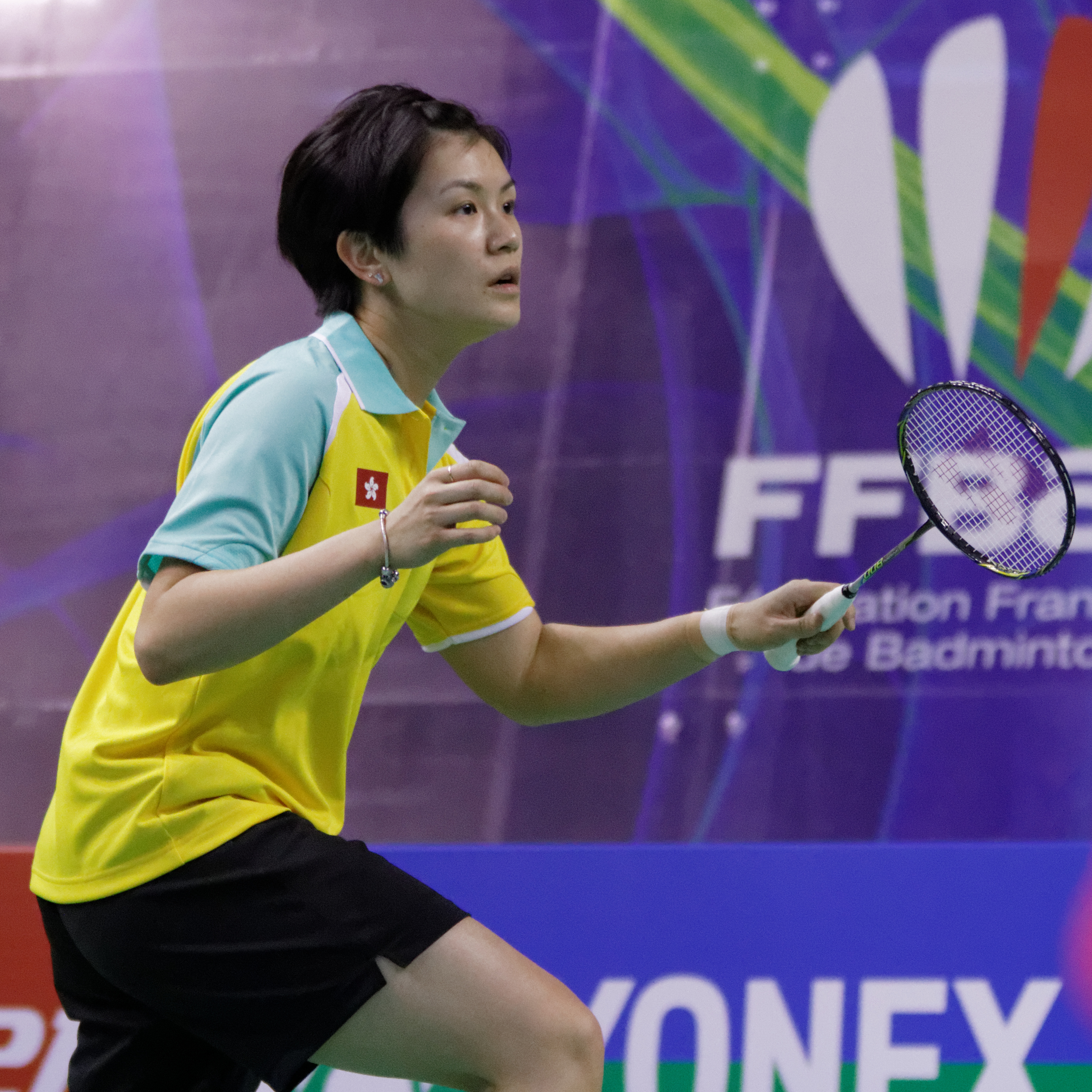
2013年的周凱華

周凱華（Chau Hoi Wah, Cathy，1986年6月5日—），香港女子羽毛球運動員，專長雙打項目。

## 簡歷
周凱華在約9、10歲時，隨家人移民到加拿大多倫多。2006年，周凱華在香港隊到加拿大比賽時，受當時擔任港隊總教練的陳智才游說回流，代表香港隊參加比賽。
2009年12月，周凱華代表香港出戰東亞運動會，參加羽毛球比賽的女子團體及混合雙打（夥拍：魏仁君）項目，奪得兩面銅牌。
2010年11月，周凱華代表香港出戰廣州亞運會，參加羽毛球比賽的女子雙打（夥拍：陳祉嘉）、混合雙打（夥拍：王偉康）及女子團體項目。
2013年7月，周凱華在美國羽毛球黃金大獎賽與李晉熙搭檔打進混雙決賽，最後以2比0（21-8、21-14）擊敗中國的王懿律/黄雅琼，奪得職業生涯首個黃金大獎賽冠軍。此後，他們又打進加拿大大獎賽混雙決賽，並以2比0（21-13、21-10）輕取荷蘭組合，相隔一周再奪大獎賽冠軍。

### 2013年世錦賽
2013年8月，周凱華參加中國廣州舉行的世界羽毛球錦標賽，分別與陳虹蓉和李晉熙出戰女子雙打項目和混合雙打項目。女雙方面，她們在首圈就以0比2（14-21、13-21）負於德國的乔安娜·格里斯威斯基/比尔吉德·迈克斯出局。混雙方面，周凱華與李晉熙首圈以2比0輕取烏克蘭組合，第二圈再以2比0（21-18、21-17）力克9號種子、印尼的弗兰·库尔尼亚万·邓/申迪·普斯帕·伊拉瓦蒂晉級；但在第三圈就以1比2（23-21、15-21、14-21）不敵3號種子、同樣來自印尼的通托维·艾哈迈德/利利亚纳·纳西尔，16強止步。

### 2015年世锦赛
2015年8月，周凱華參加印尼雅加达舉行的世界羽毛球錦標賽，她和李晉熙出戰混合双打項目。兩人以9號種子身分出戰，故在首圈輪空；但在次圈以1比2（21-17、17-21、18-21）被马来西亚的陳炳順 /吳柳螢逆转，不敌对手出局。

### 2016年 里约奥运未出线
2016年8月，周凱華代表香港出戰巴西里約熱內盧舉行的奥林匹克运动会羽毛球比賽混合双打項目，與李晉熙以9號種子身分出戰。在小組賽階段中，唯有擊敗德国的麦克·福克斯/比尔吉德·迈克斯拿下一次胜利，其后两场分别不敌印尼的普拉文·乔丹/戴比·苏珊托 和中國的张楠/赵芸蕾，最终未能以小组资格出线。

## 主要比賽成績
只列出曾進入準決賽的國際賽事成績：
| 年份   | 賽事                     | 公開賽級別 | 項目     | 搭檔   | 成績   |
| ------ | ------------------------ | ---------- | -------- | ------ | ------ |
| 2007年 | 紐西蘭羽毛球大獎賽       | 大獎賽     | 混合雙打 | 陳偉豪 | 準決賽 |
| 2007年 | 越南羽毛球大獎賽         | 大獎賽     | 女子雙打 | 官惠慈 | 亞軍   |
| 2007年 | 越南羽毛球大獎賽         | 大獎賽     | 混合雙打 | 許偉浩 | 亞軍   |
| 2008年 | 澳門羽毛球黃金大獎賽     | 黃金大獎賽 | 混合雙打 | 魏仁君 | 亞軍   |
| 2008年 | 越南羽毛球大獎賽         | 大獎賽     | 混合雙打 | 魏仁君 | 準決賽 |
| 2009年 | 韓國羽毛球超級賽         | 超級賽     | 混合雙打 | 魏仁君 | 準決賽 |
| 2009年 | 菲律賓羽毛球黃金大獎賽   | 黃金大獎賽 | 女子雙打 | 陳虹蓉 | 準決賽 |
| 2009年 | 澳洲羽毛球大獎賽         | 大獎賽     | 混合雙打 | 魏仁君 | 冠軍   |
| 2009年 | 紐西蘭羽毛球大獎賽       | 大獎賽     | 混合雙打 | 魏仁君 | 亞軍   |
| 2010年 | 波蘭羽毛球國際賽         | 國際挑戰賽 | 女子雙打 | 陳祉嘉 | 亞軍   |
| 2010年 | 波蘭羽毛球國際賽         | 國際挑戰賽 | 混合雙打 | 王偉康 | 準決賽 |
| 2010年 | 新加坡羽毛球國際系列賽   | 國際系列賽 | 混合雙打 | 王偉康 | 準決賽 |
| 2011年 | 奧地利羽毛球國際挑戰賽   | 國際挑戰賽 | 混合雙打 | 王偉康 | 冠軍   |
| 2012年 | 奧地利羽毛球國際挑戰賽   | 國際挑戰賽 | 混合雙打 | 王偉康 | 冠軍   |
| 2012年 | 中華台北羽毛球黃金大獎賽 | 黃金大獎賽 | 混合雙打 | 李晉熙 | 亞軍   |
| 2013年 | 奧地利羽毛球國際挑戰賽   | 國際挑戰賽 | 混合雙打 | 李晉熙 | 亞軍   |
| 2013年 | 越南羽毛球國際挑戰賽     | 國際挑戰賽 | 混合雙打 | 李晉熙 | 亞軍   |
| 2013年 | 亞洲羽毛球錦標賽         | 其他       | 混合雙打 | 李晉熙 | 準決賽 |
| 2013年 | 美國羽毛球黃金大獎賽     | 黃金大獎賽 | 混合雙打 | 李晉熙 | 冠軍   |
| 2013年 | 加拿大羽毛球大獎賽       | 大獎賽     | 混合雙打 | 李晉熙 | 冠軍   |
| 2013年 | 東亞運動會羽毛球比賽     | 其他       | 女子團體 | －     | 銅牌   |
| 2013年 | 東亞運動會羽毛球比賽     | 其他       | 混合雙打 | 李晉熙 | 銀牌   |
| 2013年 | 香港羽毛球超級賽         | 超級賽     | 混合雙打 | 李晉熙 | 準決賽 |
| 2014年 | 亞洲羽毛球錦標賽         | 其他       | 混合雙打 | 李晉熙 | 冠軍   |
| 2014年 | 日本羽毛球超級賽         | 超級賽     | 混合雙打 | 李晉熙 | 準決賽 |
| 2015年 | 亞洲羽毛球錦標賽         | 其他       | 混合雙打 | 李晉熙 | 亞軍   |
| 2015年 | 澳洲羽毛球超級賽         | 超級賽     | 混合雙打 | 李晉熙 | 冠軍   |
| 2015年 | 美國羽毛球黃金大獎賽     | 黃金大獎賽 | 混合雙打 | 李晉熙 | 亞軍   |
| 2015年 | 加拿大羽毛球大獎賽       | 大獎賽     | 混合雙打 | 李晉熙 | 冠軍   |
| 2015年 | 世界羽聯超級系列賽總決賽 | 首要超級賽 | 混合雙打 | 李晉熙 | 準決賽 |
| 2016年 | 馬來西亞羽毛球大師賽     | 黃金大獎賽 | 混合雙打 | 李晉熙 | 準決賽 |
| 2016年 | 泰國羽毛球大師賽         | 黃金大獎賽 | 混合雙打 | 李晉熙 | 準決賽 |
| 2016年 | 韓國羽毛球超級賽         | 超級賽     | 混合雙打 | 李晉熙 | 準決賽 |
| 2016年 | 澳門羽毛球黃金大獎賽     | 黃金大獎賽 | 混合雙打 | 李晉熙 | 準決賽 |
| 2017年 | 亞洲羽毛球錦標賽         | 其他       | 混合雙打 | 李晉熙 | 季軍   |
| 2017年 | 世界羽毛球錦標賽         | 其他       | 混合雙打 | 李晉熙 | 季軍   |
| 2017年 | 澳門羽毛球黃金大獎賽     | 黃金大獎賽 | 混合雙打 | 李晉熙 | 準決賽 |
| 2018年 | 澳門羽毛球公開賽         | 超級300賽  | 混合雙打 | 李晉熙 | 亞軍   |
| 2018年 | 韓國羽毛球大師賽         | 超級300賽  | 混合雙打 | 麥喜俊 | 準決賽 |
| 2019年 | 亞洲羽毛球混合團體錦標賽 | 其他       | 混合團體 | －     | 季軍   |
| 2019年 | 蒙古國羽毛球國際賽       | 國際挑戰賽 | 混合雙打 | 麥喜俊 | 冠軍   |
| 2019年 | 越南羽毛球公開賽         | 超級100賽  | 混合雙打 | 麥喜俊 | 準決賽 |

| 2007-2017年 | 首要超級賽 | 超級賽 | 黃金大獎賽 | 大獎賽 | 國際挑戰賽 | 國際系列賽 | 未來系列賽 | 其他 |

| 2018-2026年 | 總決賽 | 超級1000賽 | 超級750賽 | 超級500賽 | 超級300賽 | 超級100賽 | 國際挑戰賽 | 國際系列賽 | 未來系列賽 | 其他 |

### 奧運會和世錦賽參賽紀錄
|          | 搭檔   | 2007 | 2008 | 2009 | 2010 | 2011 | 2012 | 2013 | 2014 | 2015 | 2016       | 2017 | 2018 |
| -------- | ------ | ---- | ---- | ---- | ---- | ---- | ---- | ---- | ---- | ---- | ---------- | ---- | ---- |
| 女子雙打 | 陳虹蓉 | －   | －   | 32強 | －   | －   | －   | 48強 | －   | －   | －         | －   | －   |
| 女子雙打 | 陳祉嘉 | －   | －   | －   | 32強 | 16強 | －   | －   | －   | －   | －         | －   | －   |
|          |        |      |      |      |      |      |      |      |      |      |            |      |      |
| 混合雙打 | 許偉浩 | 64強 | －   | －   | －   | －   | －   | －   | －   | －   | －         | －   | －   |
| 混合雙打 | 魏仁君 | －   | －   | 16強 | －   | －   | －   | －   | －   | －   | －         | －   | －   |
| 混合雙打 | 王偉康 | －   | －   | －   | 32強 | 16強 | －   | －   | －   | －   | －         | －   | －   |
| 混合雙打 | 李晉熙 | －   | －   | －   | －   | －   | －   | 16強 | 8強  | 32強 | 小組第三名 | 季軍 | 32強 |

## 外部連結
- 周凱華的Instagram帳戶

- 香港2009東亞運動會 ─ 中國香港代表團運動員資料 - 周凱華[永久]
- 2010年亞洲運動會 ─ 中國香港代表團運動員資料 - 周凱華[永久]